# Marcin Wichary
Marcin Wichary (Zabrze, 1980. február 17. –) lengyel kézilabdázó.
A 2008. évi nyári olimpiai játékokon a lengyel keret tagja volt. A 9. helyet szerezték meg, részt vett a 2015-ös férfi kézilabda-világbajnokságon is. A lengyel csapat itt bronzérmet nyert.